# EHF Challenge Cup 2006/07
Am EHF Challenge Cup 2006/07 nahmen 39 Handball-Vereinsmannschaften teil, die sich in der vorangegangenen Saison in ihren Heimatländern für den Wettbewerb qualifiziert hatten. Es war die 7. Austragung des Challenge Cups. Titelverteidiger war das rumänische Team Steaua Bukarest. Die Pokalspiele begannen am 29. September 2005, das zweite Finalspiel fand am 28. April 2006 statt. Im Finale konnte sich mit UCM Sport Reșița wieder ein rumänisches Team, diesmal gegen den norwegischen Vertreter Drammen HK, durchsetzen.

## Modus
Der Wettbewerb startete mit Gruppenspielen in 3 Gruppen mit 4 Mannschaften in der jeder gegen jeden in einfacher Runde spielte. Die beiden Ersten jeder Gruppe zogen in Runde 3 ein, in der weitere, höher eingestufte, Mannschaften einstiegen. Ab dieser Runde, inklusive des Finales, wurden im K.-o.-System mit Hin- und Rückspiel gespielt. Der Gewinner des Finales war EHF Challenge Cup Sieger der Saison 2006/07.

## Gruppenspiele
Alle Gruppenspiele fanden vom 29. September 2006 bis 1. Oktober 2006 statt. Gruppe A spielte in Hamm, Deutschland, Gruppe B in Hyvinkää, Finnland und Gruppe C in Bijelo Polje, Montenegro.

### Gruppe A
| Pl. | Mannschaft                  | Sp. | S | U | N | Tore    | Diff. | Punkte |
| --- | --------------------------- | --- | - | - | - | ------- | ----- | ------ |
| 1.  | Lokomotiv Tscheljabinsk     | 3   | 3 | 0 | 0 | 095:450 | +50   | 6      |
| 2.  | Burewestnik Luhansk         | 3   | 2 | 0 | 1 | 096:540 | +42   | 4      |
| 3.  | University of Manchester HC | 3   | 1 | 0 | 2 | 047:880 | −41   | 2      |
| 4.  | Dublin International HC     | 3   | 0 | 0 | 3 | 042:930 | −51   | 0      |

### Gruppe B
| Pl. | Mannschaft           | Sp. | S | U | N | Tore     | Diff. | Punkte |
| --- | -------------------- | --- | - | - | - | -------- | ----- | ------ |
| 1.  | Riihimäki Cocks      | 3   | 3 | 0 | 0 | 0114:800 | +34   | 6      |
| 2.  | RK Konjuh Živinice   | 3   | 2 | 0 | 1 | 0119:780 | +41   | 4      |
| 3.  | B.B. Ankara Spor     | 3   | 1 | 0 | 2 | 097:830  | +14   | 2      |
| 4.  | Oxford University HC | 3   | 0 | 0 | 3 | 048:1370 | −89   | 0      |

### Gruppe C
| Pl. | Mannschaft           | Sp. | S | U | N | Tore     | Diff. | Punkte |
| --- | -------------------- | --- | - | - | - | -------- | ----- | ------ |
| 1.  | RK Berane            | 3   | 3 | 0 | 0 | 0102:720 | +30   | 6      |
| 2.  | GAS Kilkis           | 3   | 2 | 0 | 1 | 0114:710 | +43   | 4      |
| 3.  | Olimpus-85 Chișinău  | 3   | 1 | 0 | 2 | 072:1090 | −37   | 2      |
| 4.  | Great Dane HC London | 3   | 0 | 0 | 3 | 075:1110 | −36   | 0      |

## Runde 3
|                      | Gesamt |                          | Hinspiel | Rückspiel |
| -------------------- | ------ | ------------------------ | -------- | --------- |
| Burewestnik Luhansk  | 52:33  | Trabzon Belediyespor     | 25:15    | 27:18     |
| KH Kastrioti Ferizaj | 40:62  | RK Borac Banja Luka      | 18:21    | 22:41     |
| Drammen HK           | 64:50  | Sporting Club Horta      | 37:26    | 27:24     |
| Kaustik Wolgograd    | 68:51  | CSM Medgidia             | 36:17    | 32:34     |
| RK Osijek            | 72:51  | HBC Bascharage           | 36:25    | 36:26     |
| Fylkir Reykjavík     | 58:60  | TSV St. Otmar St. Gallen | 29:30    | 29:30     |
| Zaglebie Lubin       | 73:53  | Alpi Prato               | 32:30    | 41:23     |
| AA Águas Santas      | 43:52  | Lokomotiv Tscheljabinsk  | 22:23    | 21:29     |
| Riihimäki Cocks      | 67:74  | LIF Lindesberg           | 30:37    | 37:37     |
| RK Poreč             | 69:70  | RK Konjuh Živinice       | 35:34    | 34:36     |
| HC Hard              | 63:45  | HC Tongeren              | 26:23    | 37:22     |
| A.C. Doukas School   | 48:46  | HC Granitas Kaunas       | 26:25    | 22:21     |
| HC Browary           | 61:55  | Fyllingen Bergen         | 29:21    | 32:34     |
| HC Tbilisi           | 55:85  | UCM Sport Reșița         | 25:41    | 30:44     |
| RK Berane            | 42:46  | RK Lovćen Cetinje        | 23:20    | 19:26     |
| HC Tallas            | 49:84  | Pelister Bitola          | 24:44    | 25:40     |

## Achtelfinals
|                          | Gesamt  |                         | Hinspiel | Rückspiel |
| ------------------------ | ------- | ----------------------- | -------- | --------- |
| TSV St. Otmar St. Gallen | 57:58   | HC Hard                 | 26:29    | 31:29     |
| RK Lovćen Cetinje        | 50:47   | RK Borac Banja Luka     | 27:17    | 23:30     |
| Drammen HK               | 85:56   | LIF Lindesberg          | 43:28    | 42:28     |
| A.C. Doukas School       | 61:77   | Zaglebie Lubin          | 36:37    | 25:40     |
| UCM Sport Reșița         | 54:54 * | RK Osijek               | 28:21    | 26:33     |
| RK Konjuh Živinice       | 63:56   | Pelister Bitola         | 31:29    | 32:27     |
| Burewestnik Luhansk      | 43:66   | Lokomotiv Tscheljabinsk | 21:35    | 22:31     |
| Kaustik Wolgograd        | 63:48   | HC Browary              | 33:21    | 30:27     |

## Viertelfinals
|                         | Gesamt |                   | Hinspiel | Rückspiel |
| ----------------------- | ------ | ----------------- | -------- | --------- |
| Drammen HK              | 63:56  | RK Lovćen Cetinje | 37:27    | 26:29     |
| Lokomotiv Tscheljabinsk | 57:51  | HC Hard           | 30:21    | 27:30     |
| Kaustik Wolgograd       | 53:57  | UCM Sport Reșița  | 30:24    | 23:33     |
| RK Konjuh Živinice      | 62:70  | Zaglebie Lubin    | 29:36    | 33:34     |

## Halbfinals
|                         | Gesamt |                | Hinspiel | Rückspiel |
| ----------------------- | ------ | -------------- | -------- | --------- |
| UCM Sport Reșița        | 69:68  | Zaglebie Lubin | 32:32    | 37:36     |
| Lokomotiv Tscheljabinsk | 55:69  | Drammen HK     | 31:32    | 24:37     |

## Finale
Das Hinspiel fand am 22. April 2007 in Turnu Severin statt und das Rückspiel am 28. April 2007 in Drammen.
|                  | Gesamt  |            | Hinspiel | Rückspiel |
| ---------------- | ------- | ---------- | -------- | --------- |
| UCM Sport Reșița | 62:62 * | Drammen HK | 26:26    | 36:36     |